# William Kennedy (Politiker, 1775)
William Kennedy (* um 1775; † 1. Januar 1826) war ein US-amerikanischer Politiker und im Jahr 1815 für drei Monate amtierender Gouverneur des Bundesstaates New Jersey.

## Kurzbiographie
Über William Kennedy ist nicht viel bekannt. Die Quellen sind dürftig. Weder sein genaues Geburtsdatum, noch sein Geburtsort oder sein Sterbeort sind bekannt. Sicher ist: Er stammte aus dem Sussex County und war im Jahr 1815 Nachfolger des zurückgetretenen Gouverneurs William S. Pennington, dessen Amtszeit er zwischen dem 19. Juni und dem 26. Oktober 1815 beendete. Entsprechend der Staatsverfassung muss er zu diesem Zeitpunkt Mitglied im Staatsrat, dem späteren Senat von New Jersey, gewesen sein. Kennedy gehörte der Demokratisch-Republikanischen Partei an und er starb am 1. Januar 1826.